# Gioco di società
Un gioco di società è una tipologia di gioco che prevede un'interazione sociale tra più persone. Esiste un gran numero di giochi di società, che si differenziano per numero di persone coinvolte, ambiente di gioco e strumentazione necessaria.
Nonostante l'era dei mass media, non si perde l'abitudine di avere nelle case i cosiddetti giochi di società che coinvolgono tutti, adulti e bambini favorendo da un punto di vista sociale l'interazione. Si gioca in squadre formate almeno da due componenti, decidendo di effettuare una sfida che vedrà un solo vincitore. I giochi di società possono sviluppare nell'uomo capacità cognitive come la memoria, l'ingegno e l'astuzia, riducono l'impulsività e lo stress permettendo di avere una riflessione sulle proprie azioni, rafforzano i legami sociali e promuovono l'empatia.
I giochi di società sono molto importanti per lo sviluppo della personalità e del senso civico nei bambini, essere consapevoli del fatto che ci siano delle regole da rispettare per raggiungere il traguardo collaborando e cooperando con gli altri componenti della squadra.